# Шевчук Петро Іванович
Петро Іванович Шевчук (14 липня 1947, Рижулинці — 8 березня 2005) — український правознавець, заступник Голови Верховного Суду України (у 1993—2003 роках), суддя вищого кваліфікаційного класу. Перший голова редколегії журналу «Вісник Верховного Суду України». Заслужений юрист України.

## Біографія
Народився 14 липня 1947 року в селі Рижулинцях Хмельницького району Хмельницької області в багатодітній селянській родині. Закінчивши в 1965 році школу із золотою медаллю, Петро за комсомольською путівкою, поїхав у місто Братськ Іркутської області. Працював на будовах слюсарем-монтажником. На громадських засадах працював помічником прокурора.
У 1969 році поступив на юридичний факультет до Київського державного університету імені Т. Г. Шевченка. Як юрист почав працювати у 1975 році, після служби в армії. Він був обраний народним суддею Подільського районного народного суду міста Києва. Із 1977 року був суддею Київського міського суду. 
У 1982 році призначений головою Дніпровського районного народного суду міста Києва. Протягом 1984—1987 років обіймав посаду заступника голови Київського міського суду. У 1990 році був призначений завідувачем відділу з питань звернень громадян Секретаріату Верховної Ради Української РСР, а в 1993 року — заступником Міністра юстиції України. У жовтні 1993 року його обрали заступником Голови Верховного Суду України і затвердили головою Судової колегії (пізніше — Судової палати) у цивільних справах Верховного Суду України.
П. І. Шевчук входив до складу Президії Верховного Суду України, брав участь у розробленні законодавчих актів, зокрема законопроєктів про внесення змін і доповнень до Цивільного кодексу України, Кодексу про шлюб та сім'ю, керував робочою групою з підготовки проєкту Цивільного процесуального кодексу, працював у складі Комісії з підготовки змін до Конституції України.

Могила Петра Шевчука

У 2003 році завершив кандидатську дисертацію на тему: «Проблеми реформування цивільного процесуального законодавства України», яку було обговорено на спільному засіданні кафедри правосуддя і кафедри цивільного права Київського національного університету імені Тараса Шевченка та рекомендовано до захисту в спеціалізованій вченій раді.
Помер на 58-му році життя 8 березня 2005 року. Похований в Києві на Байковому кладовищі (ділянка № 49б, 50°25′2.73″ пн. ш. 30°30′4.20″ сх. д. / 50.4174250° пн. ш. 30.5011667° сх. д.).

## Нагороди, відзнаки
За вагомий внесок у зміцнення законності й правопорядку, високий професіоналізм П. І. Шевчуку в 1997 році було присвоєно почесне звання «Заслужений юрист України». Його також нагороджено орденами «За заслуги» III (2000) і II (2002) ступенів, Почесною грамотою Верховної Ради України (2002) та медалями (1982).